# Running Free
A Running Free az Iron Maiden brit heavy metal együttes első kislemeze, amely 1980. február 8-án jelent meg, és a 34. helyig jutott a brit listán. A címadó dal az Iron Maiden című bemutatkozó albumon hallható eredetileg. A Running Free éveken át a koncertek zárószáma volt, a hosszú basszusgitár-kiállás közben mutatta be az énekes a zenekar tagjait, vagy énekeltette meg a közönséget, ahogy az 1985-ös Live After Death c. koncertalbumukon is hallható, amelyről a Running Free élő változata szintén megjelent kislemezen. 1990-ben a The First Ten Years box set részeként mindkettőt újra kiadták CD-n.

## 1980-as kislemez
A Running Free kislemez megjelenése két hónappal előzte meg a debütáló album kiadását. A kislemez borítóján szerepelt először a zenekar kabalafigurája, Eddie, aki később az Iron Maiden lemezborítókon számtalan módon kelt életre. A kislemezborítón csak Eddie punkos szileuttje látható, ahogy fenyegetően áll egy sikátor bejáratánál, egy fiatal rocker pedig fejvesztve menekül előle. Eddie arcát itt még nem akarta megmutatni a zenekar, és Derek Riggs grafikus; az a debütáló album borítóján történt meg.
A Running Free az Iron Maiden egyik legrockosabb felvétele. Egy 16 éves lányról szól, aki megszökik otthonról, és Los Angelesbe megy, ahol egy napra fogdába kerül, majd egy bárban talál munkát, ahol fiúkat szed fel. A kislemez B-oldalán szereplő Burning Ambition c. dalt még a Gypsy's Kiss együttes tagjaként írta Steve Harris basszusgitáros, és az Iron Maidennel 1979 végén vették fel stúdióban. A Burning Ambition volt Doug Sampson dobos utolsó felvétele az együttes tagjaként. Az ő helyére érkezett Clive Burr, majd a gitáros Dennis Stratton csatlakozásával öttagúvá bővült a felállás, és az első nagylemez dalait, a Running Free-vel együtt, már ez a felállás készítette el.
Az Iron Maiden debütáló kislemeze felkerült a brit slágerlistára, és a 34. helyig jutott. Ennek köszönhetően felléphettek a BBC Top of the Pops című hétvégi zenés műsorában, ahol rendszerint playback technikával léptek fel a slágerlistás előadók, de az Iron Maiden élőben játszotta el a Running Free-t. Őket megelőzően utoljára a The Who játszott élőben a műsorban 1973-ban.

### Számlista
1. Running Free (Paul Di’Anno, Steve Harris) - 3:16
2. Burning Ambition (Harris) - 2:42

### Közreműködők
- Paul Di’Anno – ének
- Dave Murray – gitár
- Dennis Stratton – gitár, háttérvokál (csak a Running Free c. dalban)
- Steve Harris – basszusgitár, háttérvokál
- Clive Burr – dobok (csak a Running Free c. dalban)
- Doug Sampson – dobok (csak a Burning Ambition c. dalban)

## 1985-ös kislemez
1985-ben a dal élő változata a Live After Death című koncertalbum első kislemezeként jelent meg szeptember 13-án, és a brit listán a 19. helyig jutott. Az Iron Maiden akkori felállásában már Bruce Dickinson volt az énekes. A kislemez B-oldalán a Sanctuary élő felvétele hallható, melyet ugyanúgy a Long Beach Arenában rögzítettek, de a koncertalbumra nem került fel. Az EP-változaton a két Los Angeles-i felvétel mellett a londoni Hammersmith Odeonban az előző év őszén rögzített Murders In The Rue Morgue szerepel.

### Számlista
Kislemez
1. Running Free (Live at Long Beach Arena, 1985) (Paul Di’Anno, Steve Harris) – 3:28
2. Sanctuary (Live at Long Beach Arena, 1985) (Harris, Di’Anno, Dave Murray) – 4:41

EP-változat
1. Running Free (Live at Long Beach Arena, 1985) (Di’Anno, Harris) – 3:28
2. Sanctuary (Live at Long Beach Arena, 1985) (Harris, Di’Anno, Murray) – 4:41
3. Murders In The Rue Morgue (Live at Hammersmith Odeon, 1984) (Harris)- 4:33

### Közreműködők
- Bruce Dickinson – ének
- Dave Murray – gitár
- Adrian Smith – gitár, háttérvokál
- Steve Harris – basszusgitár, háttérvokál
- Nicko McBrain – dobok